# Rick Baldwin
Rickey Alan Baldwin (Fresno, 1 de junio de 1953-Modesto, 30 de octubre de 2020) fue un beisbolista profesional estadounidense que se desempeñó como lanzador.

## Trayectoria
Los New York Mets seleccionaron a Baldwin en la novena ronda del draft de 1971 de las Grandes Ligas directamente de la escuela secundaria Thomas Downey en Modesto, California. Usado principalmente como lanzador abridor en sus dos primeras temporadas en las menores, comenzó a ver más trabajo como lanzador de relevo en 1973, y fue usado casi exclusivamente como relevista en 1974. Compiló un récord de 34-25 con diez salvamentos y un promedio de carreras limpias de 4.03 durante cuatro temporadas en el sistema de granjas de los Mets cuando ganó un lugar en el roster de Grandes Ligas para comenzar la temporada de 1975
Hizo su debut en las Grandes Ligas el 10 de abril, lanzando una octava entrada sin anotaciones en el segundo juego de la temporada de los Mets, una derrota por 3-2 en 11 entradas ante los Philadelphia Phillies en el Shea Stadium. Echó a perder salvamentos en sus siguientes dos apariciones, perdiendo una y ganando la otra. En su siguiente aparición, contra los Chicago Cubs, Baldwin reemplazó a Randy Tate en la séptima entrada con corredores en segunda y tercera y nadie out. Indujo un elevado débil, luego ponchó a los siguientes dos bateadores para escapar de la entrada sin permitir que un corredor anotara. Navegó hasta el noveno, cuando llenó las bases con dos outs. Un sencillo de José Cardenal fue mal interpretado por el jardinero izquierdo de los Mets, Dave Kingman, lo que permitió que los tres corredores anotaran y Cardenal avanzara a tercera con la carrera del empate, y la tercera base de slugging Bill Madlock llegó al bate. Madlock voló hacia la derecha para terminar el juego y darle a Baldwin el primer salvamento en su carrera.
Después de tener un comienzo difícil (4.07 de efectividad durante los primeros 2 meses de la temporada), Baldwin emergió como uno de los brazos más confiables en el bullpen del mánager Yogi Berra (2.01 de efectividad en el mes de junio). Para la temporada, Baldwin tuvo foja de 3-5 con efectividad de 3.33. Lideró a los relevistas de los Mets en apariciones (54) y entradas lanzadas (97.1), y sus seis salvamentos fueron segundos detrás de Bob Apodaca (15).
A pesar de este modesto éxito en su temporada de novato, Baldwin pasó la mayor parte de la 1976 con el triple A Tidewater Tides, con marca de 8-4 con 14 salvamentos y efectividad de 2.31. Hizo una breve llamada a finales de mayo, haciendo seis apariciones, la mayoría en "servicio de limpieza". Regresó como una convocatoria de septiembre y permitió solo una carrera limpia en 7.2 entradas de trabajo. En total, tuvo marca de 0-0 en 22.7 entradas, con una efectividad de 2.38.
Baldwin también comenzó la 1977 en Tidewater, pero fue llamado a las mayores luego de que los Mets liberaran a Ray Sadecki a principios de mayo. Tuvo un récord de 1-2 y un salvamento en 40 apariciones, con una efectividad de 4.45 en 62.7 entradas. La última aparición de Baldwin en las Grandes Ligas se produjo el 2 de octubre de 1977, cuando se enfrentó a dos bateadores en la novena entrada, ganando un salvamento en la victoria por 6-4 Met sobre los St. Louis Cardinals en el Busch Memorial Stadium.
Baldwin fue seleccionado por los Seattle Mariners en el draft de la Regla 5 el 5 de diciembre de 1977. En la 1978 tenía un récord de 3-5 con las Misiones Triple-A San José (un afiliado de los Mariners) en la Pacific Coast League y un récord de 3-3 con los Columbus Clippers de la Triple-A International League (un afiliado de los Pittsburgh Pirates).

## Fallecimiento
Baldwin falleció el 30 de octubre de 2020 por complicaciones de COVID-19 durante la pandemia de COVID-19 en California.